# Ан, Иоанн Франц
Иоанн Франц Ан (нем. Johann Franz Ahn; 1796—1865) — немецкий педагог, очень много сделавший для дела преподавания живых языков в Германии, автор ряда учебников и пособий по изучению иностранных языков, в основном адаптированных специально для купцов, желающих вести бизнес с зарубежными партнёрами.

## Биография
Иоанн Франц Ан родился 15 декабря 1796 года в городе Ахене.
Первоначально Ан избрал коммерческую карьеру, но вскоре целиком посвятил себя педагогической деятельности.
Основательно изучив английский и французский языки, он в 1824 году занял в гимназии своего родного города место преподавателя иностранных языков.
В 1826 году Ан на собственные средства основал пансион, предназначенный для преподавания молодым людям, желающим посвятить себя коммерческой деятельности, наиболее подходящего для них образования. Это образовательное учреждение было на Рейне первым в своем роде. В течение двенадцати лет Ан, не останавливаясь ни перед какими трудностями, содержал этот пансион, всегда стоявший на высоте своей задачи, но затем вынужден был его закрыть.
В 1843 году Ан был назначен в город Нойс преподавателем реального училища, открытого при местной гимназии, и состоял в этой должности до 1863 года.
«ЭСБЕ» описывает педагогическую деятельность Ана следующими словами:
А. много и успешно ратовал за такое образование молодых поколений, которое бы более соответствовало требованиям современной жизни, а своими многочисленными руководствами он оказал прочные услуги делу изучения и преподавания новых языков. Свою методу, которой присвоено его имя, он применил в своем «Praktischen Lehrgang zur schnellen und leichten Erlernung der franz. Sprache» (1 курс, Кёльн, 1834; 202-oe изд. 1881; 2 курс, Кёльн, 1840). Сочинение это получило широкое распространение; в короткое время оно выдержало массу изданий, было переведено на все живые языки и почти во всех европейских странах вызвало многочисленные подражания, даже в применении к мертвым языкам. Сам А. издал еще под таким же заглавием пособия к изучению англ. (1 курс, Кёльн, 1756; 2 курс, Кёльн, 1857) и итальян. языков (1 курс, Кёльн, 1859; 2 курс, Кёльн, 1859), а затем учебники немец. языка для французов, англичан и итальянцев. Из других его руководств замечательны: его «Schulgrammatiken» франц. (Майнц, 1832), англ. (Майнц, 1863) и голланд. (Кёльн, 1829) языков; «Handbücher» разговорного языка франц. (Кёльн, 1830), англ. (Кёльн, 1834) и голланд. (Крефельд, 1840); франц. (Лейпц., 1859) и англ. (Лондон, 1861) грамматики для изучения немец. языка; «Handbücher» англ., франц. и голланд. коммерческих корреспонденций; сборник немец. стихотворений для англичан и французов: «The Poetry of Germany» (Лейпц., 1859), «L’Allemagne poétique» (Лейпц., 1861) и т. д. В своей методе, которую он заимствовал главным образом у педагога Зейденштюкера и которая в противоположность господствовавшей синтетической может быть названа аналитической, А. по возможности следует тому естественному пути, которым ребенок научается своему родному языку, и аналогичный же путь рекомендует для изучения чужих языков.
Иоанн Франц Ан скончался 21 августа 1865 года в городе Зост и был похороне  в фамильной могиле на Кёльнском кладбище Мелатен .